# صاحبدلان
صاحبدلان نام یک مجموعه تلویزیونی به کارگردانی محمدحسین لطیفی است که در ماه رمضان سال ۱۳۸۵ از شبکه یک پخش گردید.

## داستان
داستان پیرمردی صحاف به نام «سید خلیل» است. قرآنی برای صحافی به دست او سپرده می‌شود که زندگی او و نوه اش را تغییر می‌دهد…

## بازیگران
- حسین محجوب
- محمد کاسبی
- ثریا قاسمی
- سیروس گرجستانی
- باران کوثری
- مهرانه مهین‌ترابی
- اردلان شجاع‌کاوه
- برزو ارجمند
- پوریا پورسرخ
- محسن قاضی‌مرادی
- مهران رجبی
- حمید ابراهیمی
- مجید یاسر
- هایده حائری
- لیدا عباسی
- علی کل‌زاده
- افشین سنگ‌چاپ
- زیبا کاویانی
- سمیرا حسینی
- الهام نیک‌رفتار
- بهرام کمیجانی
- پروین میکده
- ایمان کمیجانی
- سیدجلال طباطبایی
- سپیده عنایتی
- کاوه مهدوی

## جوایز و نامزدها
| ۱۳۸۶ | دهمین جشن حافظ |                                 |                 |          |
| ۱۳۸۶ | دهمین جشن حافظ | بهترین فیلمنامه تلویزیونی       | علیرضا طالب‌زاده | نامزدشده |
| ۱۳۸۶ | دهمین جشن حافظ | بهترین بازیگر زن درام تلویزیونی | باران کوثری     | نامزدشده |